# Damir Czynajew
Damir Dżeniszbiekowicz Czynajew (ur. 8 listopada 1972) – kirgiski zapaśnik walczący w stylu klasycznym. Zajął 21. miejsce na mistrzostwach świata w 1995. Piąty na mistrzostwach Azji w 1997. Brązowy medalista igrzysk centralnej Azji w 1995 roku.